# 屈西莱福日
屈西莱福日（法語：Cussy-les-Forges，法語發音：[kysi le fɔʁʒ]）是法国勃艮第-弗朗什-孔泰大区约讷省的一个市镇，属于阿瓦隆区。

## 地理
屈西莱福日（47°28'12"N, 4°1'37"E）面积13.62 平方千米，位于法国勃艮第-弗朗什-孔泰大區约讷省，该省份为法国中北部内陆省份，西接卢瓦雷省，西北接塞纳-马恩省，南至涅夫勒省，东临科多尔省，东北与奥布省接壤。
与屈西莱福日接壤的市镇（或旧市镇、城区）包括：马尼、圣安德烈-昂泰尔普莱讷、圣布朗谢、圣马尼昂斯、吉永泰尔普莱讷。

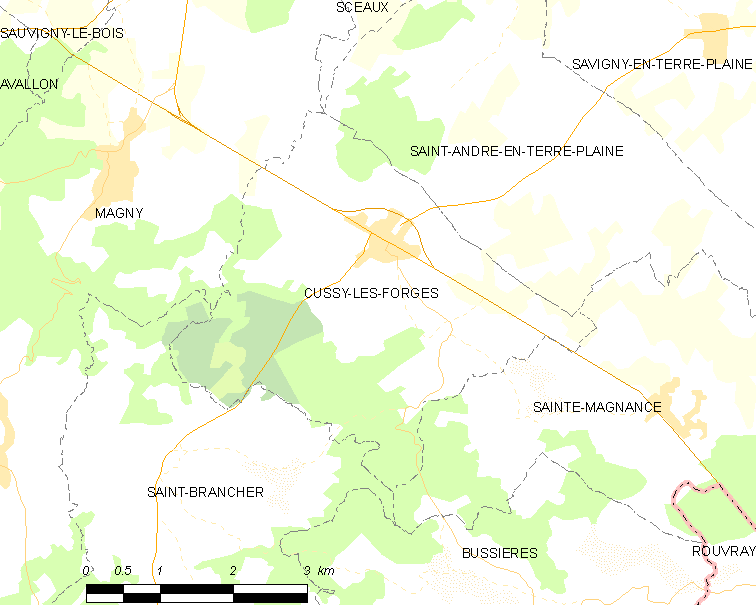
屈西莱福日的OSM定位图

屈西莱福日的时区为UTC+01:00、UTC+02:00（夏令时）。

## 行政
屈西莱福日的邮政编码为89420，INSEE市镇编码为89134。

## 政治
屈西莱福日所属的省级选区为阿瓦隆县。

## 人口

1962-2008年间屈西莱福日人口变化图示

屈西莱福日于2022年1月1日时的人口数量为328人。